# Diversidad sexual en San Cristóbal y Nieves
Las personas lesbianas, gays, bisexuales y transgénero (LGBT) en San Cristóbal y Nieves enfrentan desafíos legales que no experimentan los residentes no LGBT. El código penal no aborda la discriminación o el acoso por motivos de orientación sexual o identidad de género, ni la ley reconoce las uniones del mismo sexo en ninguna forma, ya sea matrimonio o pareja. Los hogares encabezados por parejas del mismo sexo tampoco son elegibles para ninguno de los mismos derechos otorgados a las parejas casadas del sexo opuesto.

## Legislación y derechos

### Despenalización de la homosexualidad
Tras un fallo de la Corte Suprema del Caribe Oriental del 29 de agosto de 2022, las relaciones sexuales consentidas entre adultos del mismo sexo en privado ya no son ilegales en San Cristóbal y Nieves.
Anteriormente, las Secciones 56 y 57 de la "Ley de Delitos contra la Persona" tipificaban como delito la actividad sexual entre personas del mismo sexo. El Tribunal dictaminó que las secciones violaban las disposiciones constitucionales de San Cristóbal y Nieves que garantizan el derecho a la privacidad y la libertad de expresión; el fallo tuvo efecto inmediato.
En 2011, el gobierno de San Cristóbal y Nieves dijo que no tiene mandato del pueblo para abolir la criminalización de la homosexualidad entre adultos con consentimiento. Sin embargo, a pesar de la existencia de la ley en los libros, no ha habido ningún enjuiciamiento conocido de la actividad sexual entre personas del mismo sexo según el Gobierno.

## Condiciones sociales
El 23 de marzo de 2005 la isla Nieves, parte de la nación de San Cristóbal y Nieves, prohibió el atraque de un crucero que transportaba a 110 pasajeros estadounidenses, en su mayoría LGBT. Un barco de la policía detuvo el barco de Source Events/Windjammer Barefoot Cruises y llevó al capitán a la orilla para una reunión con los funcionarios del puerto, la policía, las aduanas y los funcionarios de inmigración, después de lo cual se ordenó al barco que siguiera navegando. El gerente general interino de la autoridad portuaria, Oral Brandy, dijo a los periodistas que Nieves no quiere que la homosexualidad "sea parte de nuestra cultura".